# Jürgen Krieghoff
Jürgen Krieghoff (* 30. September 1943 in Braunschweig; † 3. Februar 2019 in Bonn) war ein deutscher Diplomat und von August 2004 bis Sommer 2006 Generalkonsul der Bundesrepublik Deutschland in Neapel und von Sommer 2006 bis August 2008 deutscher Botschafter in Saudi-Arabien.

## Leben
Nach einem Studium der Musikwissenschaften an der Universität von Köln folgten zunächst ein Studium der Rechtswissenschaften an der Universität von Bonn sowie später noch ein Verwaltungsstudium in Paris.
Nach dem Eintritt in den Auswärtigen Dienst 1974 folgten Verwendungen im Auswärtigen Amt sowie an den Botschaften der Bundesrepublik Deutschland im Vereinigten Königreich, Venezuela, Portugal sowie in Italien.
2001 wurde er Botschafter in Uruguay, als solcher eröffnete er im September 2002 das Centro educativo Los Pinos, eine Kooperationseinrichtung mit Opus Dei in Casavalle, einem Vorort von Montevideo. Im April 2003 überreichte er dem meteorologischen Labor der Administración Nacional de Usinas y Trasmisiones Eléctricas ein Zertifikat des Deutschen Kalibrierdienstes.